# Spiegelrochen
Der Spiegelrochen (Raja miraletus), auch Pfauenaugen-Nagelrochen genannt, gehört zu der Gattung Raja, und der Familie der Echte Rochen (Rajidae).

## Merkmale
Breite, rautenförmige Körperscheibe mit rauer Haut entlang der eingebuchteten Vorderkante und im Kopfbereich. Schnauze ist kurz und (vor allem bei den Männchen) spitz. Brustflossenrand (>Flügel<) fast rechteckig. Die Augen sind größer als die Spritzlöcher. Die fast gerade Mundöffnung und die fünf Kiemenspalten befinden sich auf der Bauchseite. 40 bis 42 kleine Zähne, beim Männchen spitz, beim Weibchen abgerundet. Zwei fast gleich große, nahe beieinander stehende Rückenflossen auf dem Schwanzstielende. Sehr kleine Schwanzflosse; keine Afterflosse. Schlanker, flacher Schwanzstiel (länger als die halbe Körperlänge) mit einer Längsreihe von 14 bis 18 Dornen, bei den Männchen mit einer, bei den Weibchen mit zwei weiteren Reihen auf jeder Seite; zwischen den Rückenflossen 2–3 Dornen. Einige Dornen in Augennähe, die Männchen außerdem mit Klauendornen an der Vorderkante der Körperscheibe und auf den Brustflossen. Rückenseite hellbraun, gelblich oder grau mit dunklen Kanten und kleinen schwarzbraunen Punkten (Männchen zusätzlich mit gelblichen Punkten), Schnauzenbereich heller. In der Scheibenmitte zwei auffällige, hellblaue Augenflecken (Name!) mit schwarzblauen und gelb- bis orangefarbenem Saum. Bauchseite weißlich. Länge maximal 60 Zentimeter.

## Verbreitung
Ostatlantik, von der südlichen Biskaya bis Südafrika. Mittelmeer (sehr häufig). In Küstengewässern, auf Sand- oder Schlammgrund, meist in 90–300 m Tiefe.

## Lebensweise
Während der Sommermonate ziehen sie in die Flachwasserzone und können dann schon in 30 m Tiefe, bis auf die Augen und Spritzlöcher vergraben, angetroffen werden. Aufgescheucht schwimmen sie mit senkrecht von vorne nach hinten verlaufenden Wellenbewegungen ihrer Brustflossen. Eierlegend (ovipar); die hornigen, rechteckigen Eikapseln (4,2–5,2 cm lang, 3–3,5 cm breit) mit 2–3 cm langen Fortsätzen an den Ecken werden im Mittelmeer während des Frühjahrs, im Atlantik während der Wintermonate abgesetzt.

## Nahrung
Wirbellose Tiere und kleine Bodenfische.